# نوپسرها کنینسیس
نوپسرها کِنیِنسیس یک گونه سوسک از خانوادهٔ سوسک‌های شاخک‌دراز است. استفان فون برونینگ در سال ۱۹۵۸ این گونه را توصیف و بررسی کرد.

## زیرگونه‌ها
- Nupserha kenyensis kenyensis Breuning، 1958
- Nupserha kenyensis Ethiopica Breuning، 1977